# Søslange
Der findes et stjernebillede ved navn Søslangen.
For virkelige slanger der lever i havet, se havslange.
En søslange (lindorm, hesteål eller ålehest) er stort slange- eller dragelignende fabeldyr, der ifølge folketroen lever i en sø eller et hav; især om den meget omtalte Nessie i Loch Ness-søen i Skotland. Et andet kendt eksempel er Midgårdsormen i norrøn mytologi. Søslanger beskrives i Norge i Hamarkrøniken og af Olaus Magnus og Peder Claussøn Friis i 1500-tallet, og af biskop i Bergen Erik Pontoppidan den yngre og Hans Egede i 1700-tallet. I norske sagn optræder søslangen nogle gange sammen med et andet søuhyre, der kaldes havhesten.
Søslangen har form som en kæmpeslange med eller uden ben og lever i søer, voldgrave eller i havet. Beskrivelser af søslanger dukker af og til op i medierne som en nyhedshistorie. Som heraldisk figur har en lindorm dog større lighed med en drage; dog har lindormen altid kun to ben, hvorimod en heraldisk drage kan have enten to eller fire ben.

## Søslangen i Snåsa
Historikeren Gerhard Schøning beskrev tre søslanger i Snåsavatnet i sin rejsebeskrivelse fra 1770'erne. Sognepræst Svend Busch Brun beskrev en søslange i Om Sneaasen fra 1817. I 1991 blev søslangen midlertidig værnet af fylkesmanden i Nord-Trøndelag. I 2007 blev den efter en navnekonkurrence tildelt navnet Kudulla efter Snåsavandets gamle navn, Kudulen. Søslangen blev observeret tæt på af Einar Sandnes i 2005. Han nåede også at fotografere, hvad han mente, måtte være skabningen.

## Søslangen i Seljord
I Seljordsvannet i Norge observerede man i 1750 noget, der tolkes som en søslange, og som fra 1989 er afbildet på Seljords kommunevåben. I oktober 2011 åbnede Seljord et udsigtstårn ved vandet. Det var herfra, det i juli 2012 lykkedes for den syttenårige Lisbeth Vefall at optage en video af fænomenet, der på folkemunde har fået navnet Selma.

## Søslangen i Hamar
Hamarkrøniken er en kort skildring af ukendt forfatter fra omkring 1550 af Hamar bispesæde og købstad i katolsk tid; første gang udgivet i 1774. Her berettes også om den nat, da alle klokkerne og orgelværket i Hamar domkirke angiveligt gik af sig selv omkring midnat. Biskoppen så ud, og opdagede, at domkirken og koret var oplyst som ved højlys dag. Også klokkerne i klosteret og Korskirken kimede af sig selv, og det spøgte i selve bispegården, som om to krigshære sloges, så vægterne og folkene var skrækslagne. En kolossal søslange lod sig se midt på dagen ude i Mjøsa, og syntes at strække sig fra Helgøya ind til kongens land. Så viste en stor tyr sig, han strakte sig fra Gillundstøen i Stange sogn og ind på øen; han syntes at gå på vandet, lige hurtigt som en pil fra en stålbue. Dag efter dag sås nu mange søslanger i Mjøsa. Til sidst kom den største af dem alle, frygtelig at skue i sine mange farver. Ligesom en hest havde han en sort manke, der hang ned på halsen. Han lå længe på skæret, så en af biskoppens mænd sneg sig ind på ham og skød pile i øjnene på ham, så der flød grønt ud af uhyrets øje og hoved. Vandet omkring ham blev grønt af det, og en stor del drev ind til Hamar. Men den følgende nat kom kraftig regn og storm, så han drev ind på øen. Han lugtede hæsligt, og biskoppen bød, at hver gård på egnen skulle sende en voksen mand til at få søslangen brændt. Hver huggede og slæbte og bar, som bedst han kunne, og smed brænde på "ormen" og brændte ham op, så meget det var muligt. Benraden efter uhyret lå i mange år på stranden, indtil nogle tyskere tog de bedste af hans knogler med. Selv den mindste af søslangens rygknogler kunne knapt bæres af en stærk mand. Mange hundrede ladninger brænde var gået med, før stanken forsvandt.

## Søslanger i Romsdalsfjorden
I Norge er Romsdalsfjorden det sted, hvor de fleste påståede observationer af søslanger har fundet sted. Den første, vi kender til, skriver sig fra den danske biskop i Bergen, Erik Pontoppidan den yngre, som i 1752 fortalte, at han havde været i kontakt med en kaptajn, der i 1746 havde set en søslange. Kaptajnen blev nu opfordret til at bevidne oplevelsen i Bergen byting. Der fortalte han, at undervejs fra Trondheim til Molde havde hans mandskab set en søslange ved Julnæsset. De vendte skuden for at følge efter uhyret, men "ormen" var hurtigere i vendingen. Kaptajnen ladede sin bøsse og skød; men selv om vandet blev rødt, hvor søslangen dukkede, var han ikke mere at se. Kaptajnen beskrev hovedet som på en hest, med en lang, hvid manke. Uhyrets længde var usikker; men man så angiveligt 7-8 bugtninger over vandfladen, når han svømmede. I Romsdal havde folk forskellige opfattelse af søslanger. I Måndalen fortæller sagnet, at nogle hugorme forvandles til søslanger, når de har bidt sju kreste å sju heie (= "syv kristne og syv hedninge", altså "syv mennesker og syv køer"). En anden tro gik ud på, at hugorme gradvis vokser sig så store, at de ikke kan leve på land, men søger ud i vandet. Ifølge en historie fra indsøen Fosterlågen havde nogle mænd fra Kristiansund forsøgt at fange en søslange der ved at fæste en stor jernkrog til en tømmerstok med en jernlænke. Som agn benyttede de en halv skinke; men den gik søslangen ikke på. I Romsdalsfjorden var søslangen imidlertid så almindelig forekommende, at en tysk naturforsker i 1861 skrev, at der i Molde mellem ti personer altid var én, som kunne sværge på, at han havde set "ormen". Sommeren 1845 hørte provst Deinboll i Molde fra tre pålidelige mænd i byen, at de havde ligget på fjorden lige udenfor Molde for at fiske, da pludselig en 15 m lang søslange kom glidende forbi båden. Den ene greb bøssen og skød, og "ormen" rejste sit hoved, hvæsede og skød så fart lige mod båden. Mændene nåede lige at redde sig i land. Provsten fik historien ind i Romsdal Budstikke, og mente, der burde udloves en præmie til den, der kunne fange søslangen. Som egnet jagtredskab foreslo han en harpun dyppet i blåsyre. Unionskongen Oscar 2. ville gerne have fat i en søslange, og fik udrustet et fartøj med et par romsdølinge som "ormeskyttere". I flere måneder sejlede de forgæves op og ned langs kysten.

## Petter Dass' digt om søslangen
Præsten Petter Dass skrev:
Om Søe-Ormen veed jeg ey nogen Beskeed
jeg haver ham aldrig med Øynene seed.
Begierer ey heller den Ære;
dog kiender jeg mange, som mig have sagt,
hvis ord jeg òg giver sandfærdig Magt,
han maa ret forfærdelig være.

## Galleri
- Søslange ud for Norges kyst, på Olaus Magnus' Carta Marina.
- Søslange som set af mand på wheel of the Sacramento, på vej fra New York til Melbourne, 24. november 1877.
- Maleri af Loch Ness-uhyret, malet af Heikenwaelder Hugo (1999).